# Museo Boerhaave
Il Museum Boerhaave ("Museo Boerhaave") è un museo di Leida, nei Paesi Bassi, inaugurato nel 1931 e dedicato alla storia dei progressi scientifici dei Paesi Bassi.. Il museo è intitolato ad un illustre cittadino di Leida, il medico e botanico Herman Boerhaave (1668-1738).

## Descrizione
Il museo è ubicato al nr. 10 della Lange St Agnietenstraat.
Tra i pezzi pregiati della collezione, figurano il generatore elettrostatico, gli orologi a pendolo di Christiaan Huygens, un teatro anatomico degli inizi del XVII secolo, ecc.

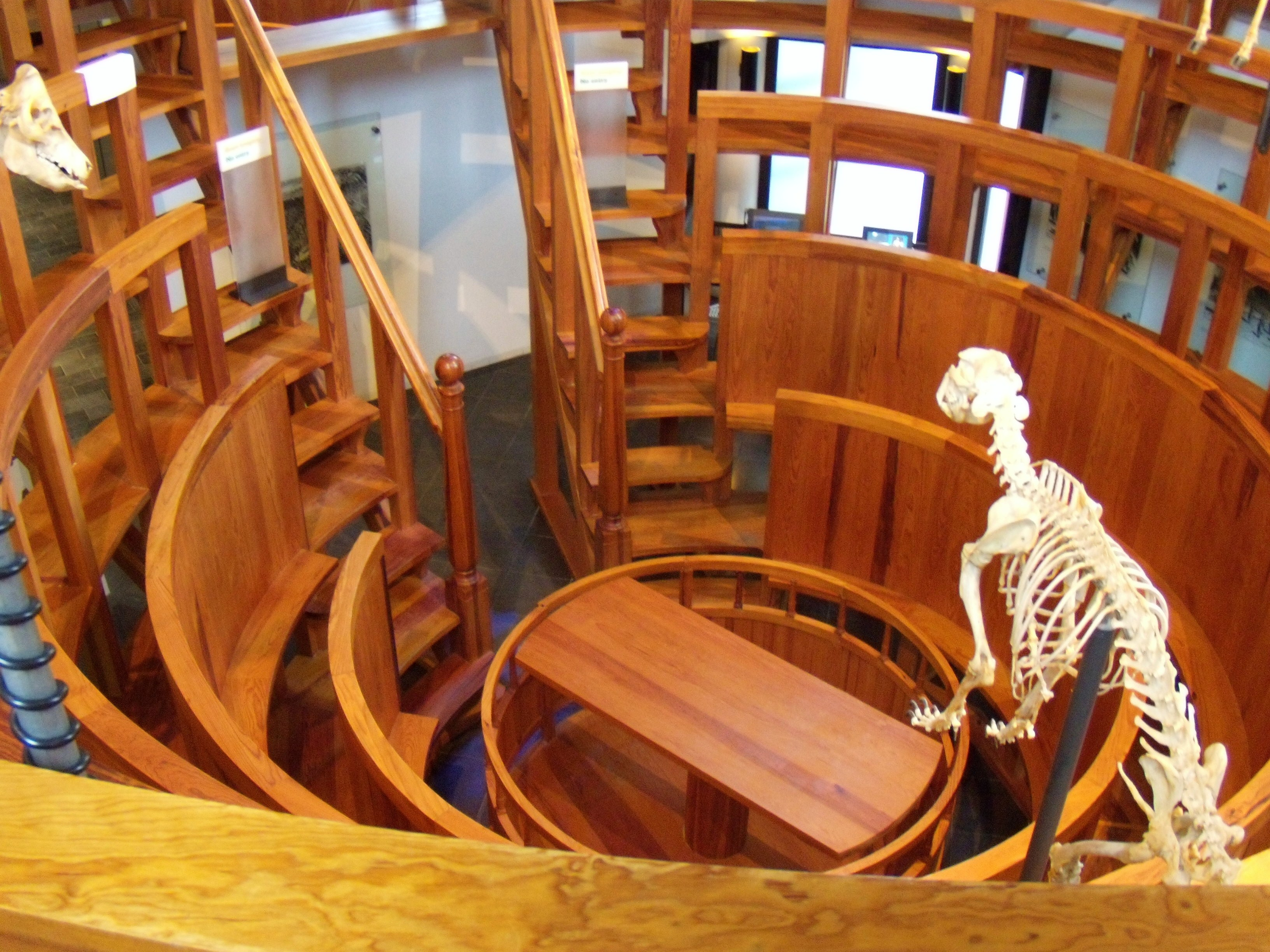
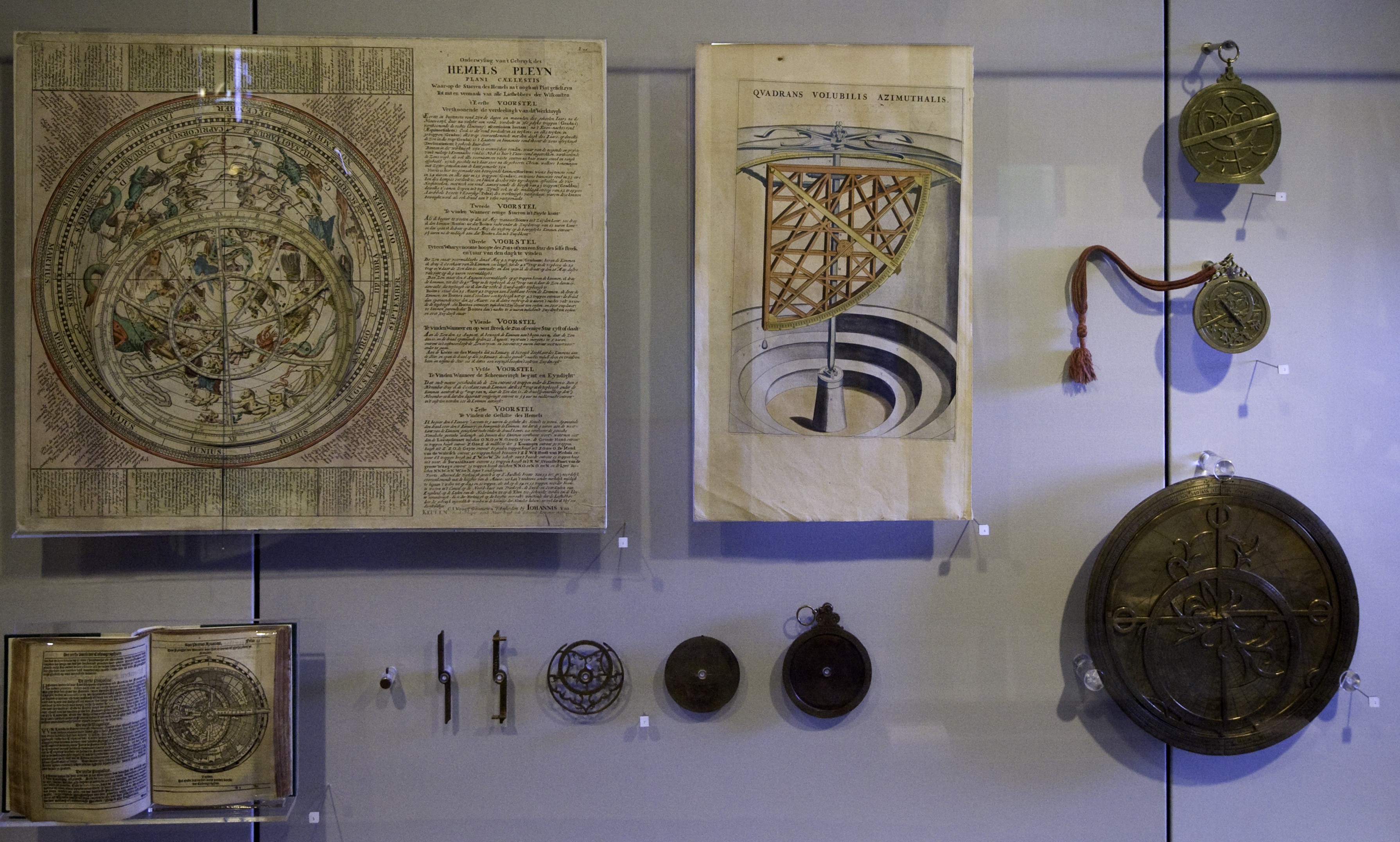
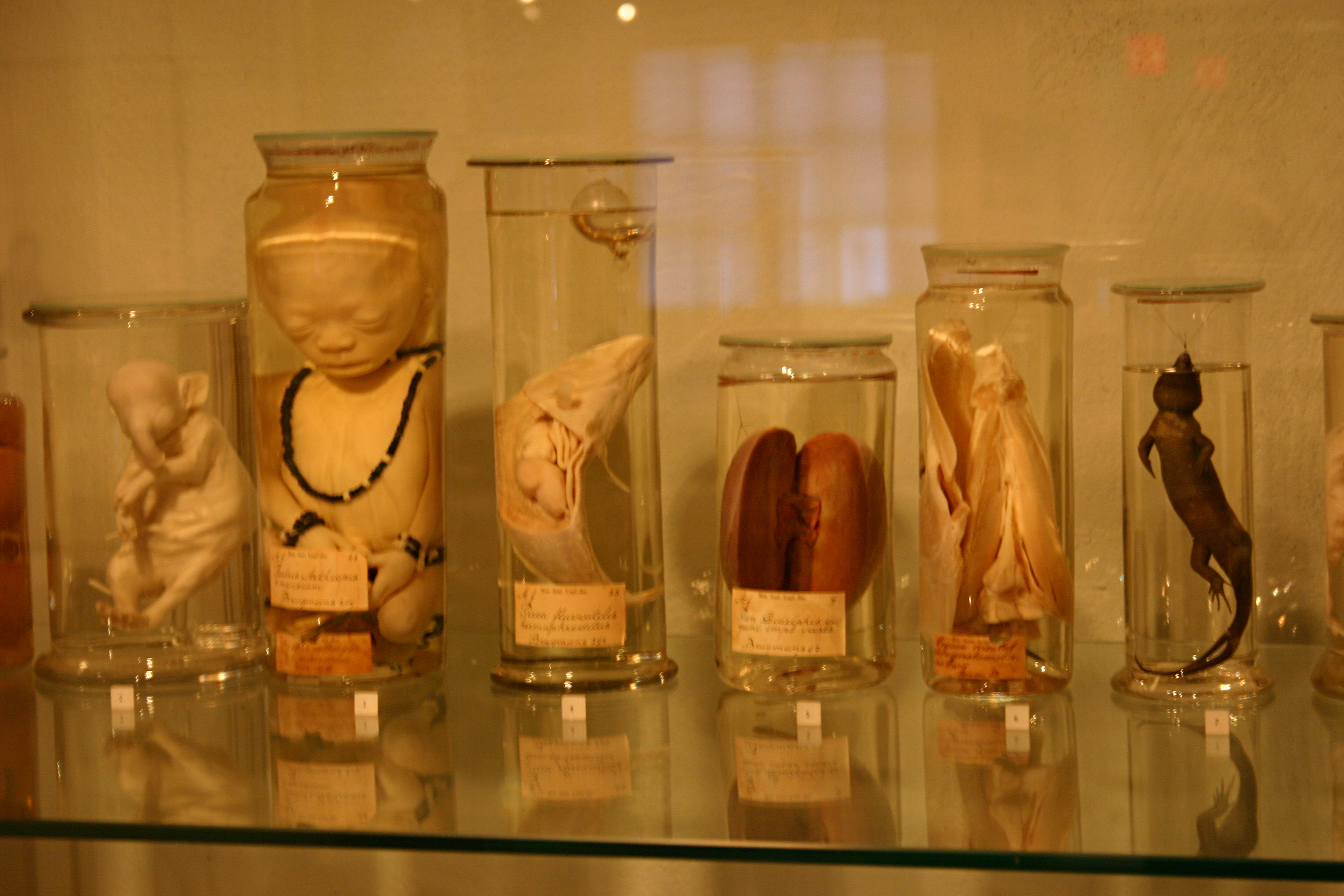
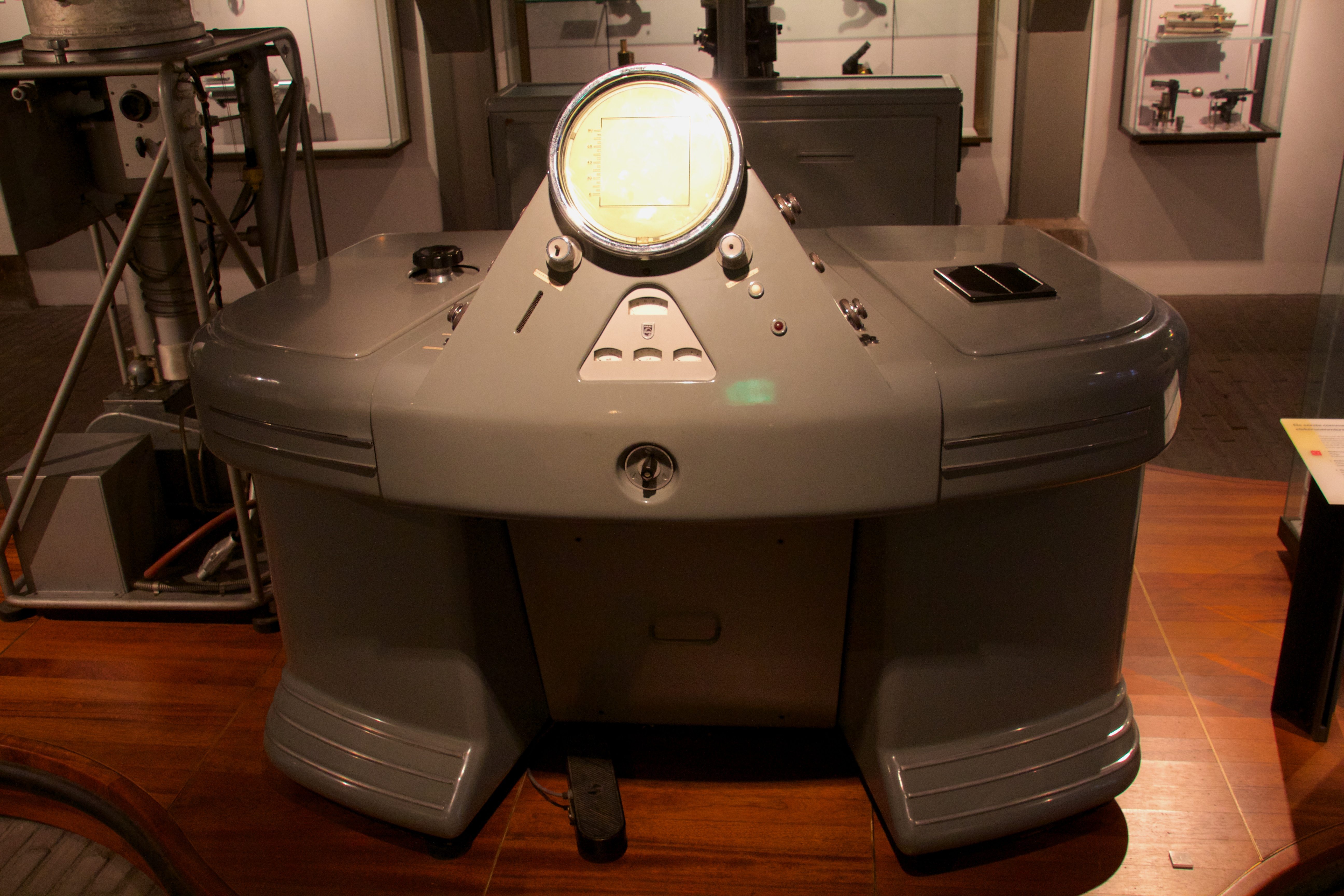
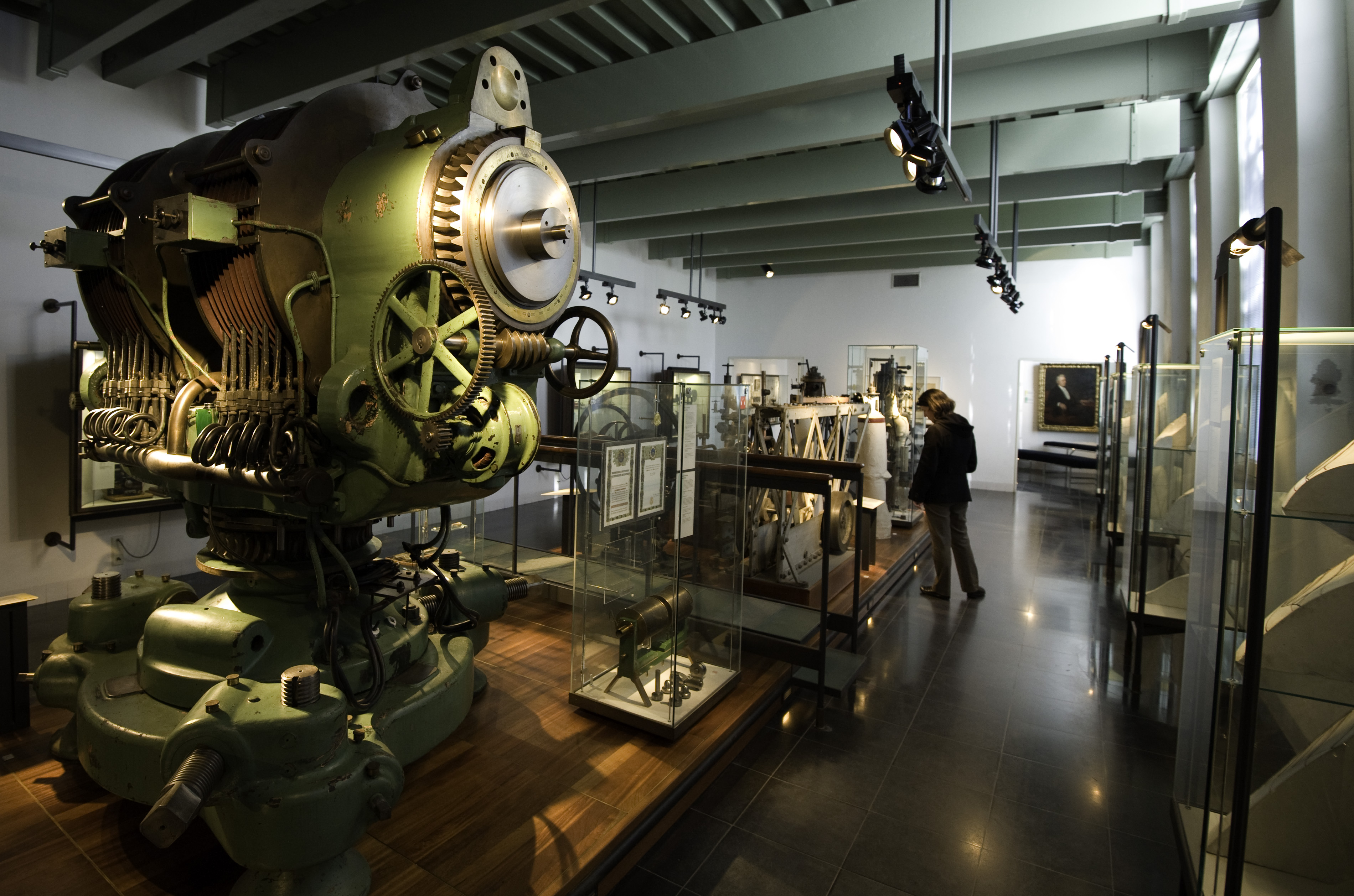
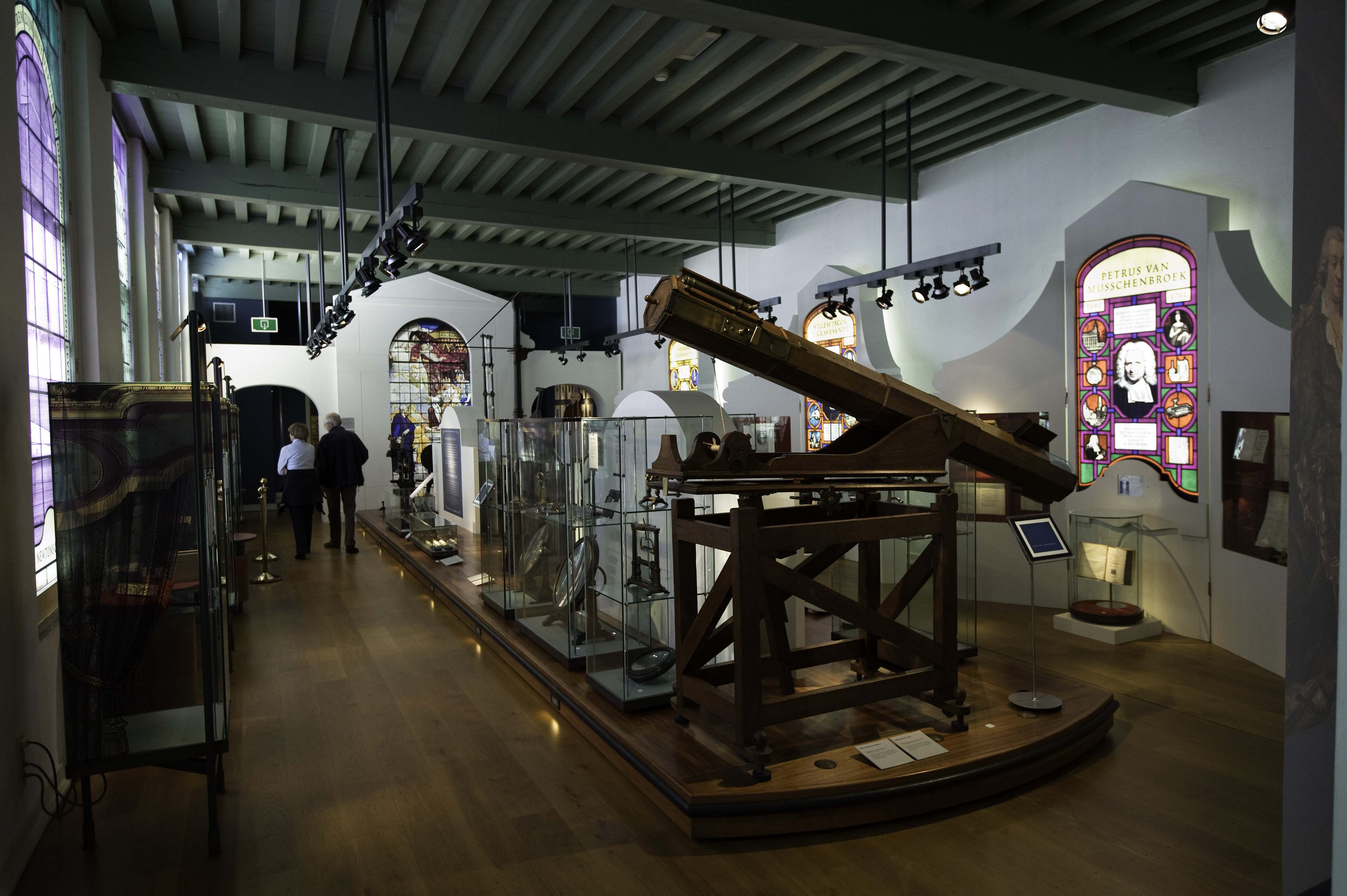

## Storia
L'allestimento del museo fu perfezionato nel 1928, ma il museo fu aperto al pubblico soltanto tre anni dopo.